# Hither Green

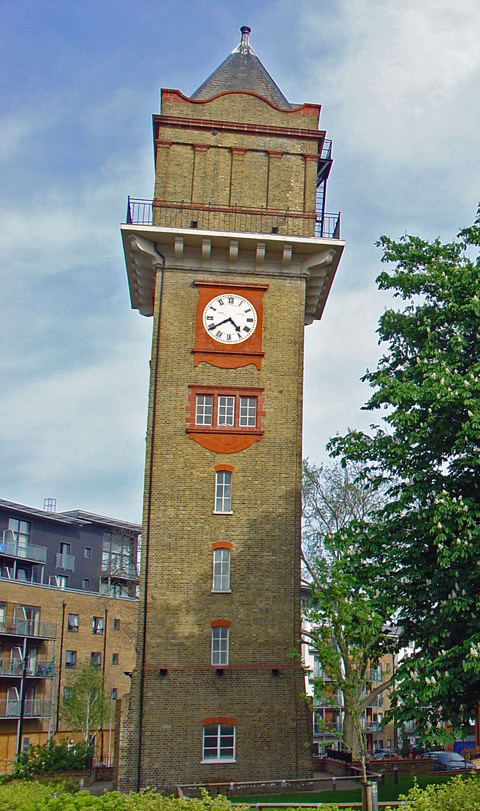
Château d'eau de l'ancien Hôpital Royal Park Fever

Hither Green est un quartier du Sud-Est de Londres, qui fait partie du district de Lewisham sur la rive Sud de la Tamise. Il a une population de 10 000 personnes, constitué principalement d'habitations suburbaines de type victorien situé à 10,6 km au sud-est de Charing Cross, auquel il est directement raccordé par train, et situé sur le méridien de Greenwich au sud de Greenwich.

## Description
Hither Green est un typique quartier de banlieue londonienne qui grandit avec l'extension du réseau ferroviaire à la fin du XIXe et au début du XXe siècles. La zone est caractérisée par les styles architecturaux victoriens et édouardiens de cette époque, surtout Corbett Estate, construit par le parlementaire réformateur écossais Archibald Cameron Corbett. La voie ferrée passe au milieu du quartier, avec Staplehurst Road et ses commerces à l'est et Hither Green Lane à l'ouest. Hither Green Lane est une rue existant depuis l'époque romaine, passant entre les rivières Quaggy et Ranvensbourne.
Il y a trois parcs historiques à Hither Green : Manor House Gardens et Manor Park à l'est, ainsi que Mountsfield Park à l'ouest. Bordering à Mountsfield Park est l'ancien site du grand hôpital néo-gothique Royal Park Fever Hospital, plus tard appelé Green Hospital, construit en 1878. Aujourd'hui tout ce qu'il en reste est le château d'eau avec ses larges horloges (un monument historique local qui est illuminé la nuit) et quelques dépendances. Le site principal a récemment été redéveloppé avec des immeubles d'habitations ainsi que des commerces et lieux de loisirs, appelé Meridian South.
Hither Green est un quartier plutôt tranquille et situé près de centres commerciaux à Blackheath, Lewisham et Catford. De fréquents trains lui permettent un accès facile à la cité, au West End ainsi que des connexions au réseau Docklands Light Railway à Lewisham ainsi qu'à East London line à New Cross, qui ferme en décembre 2007 et rouvre en tant que London Overground en 2010.

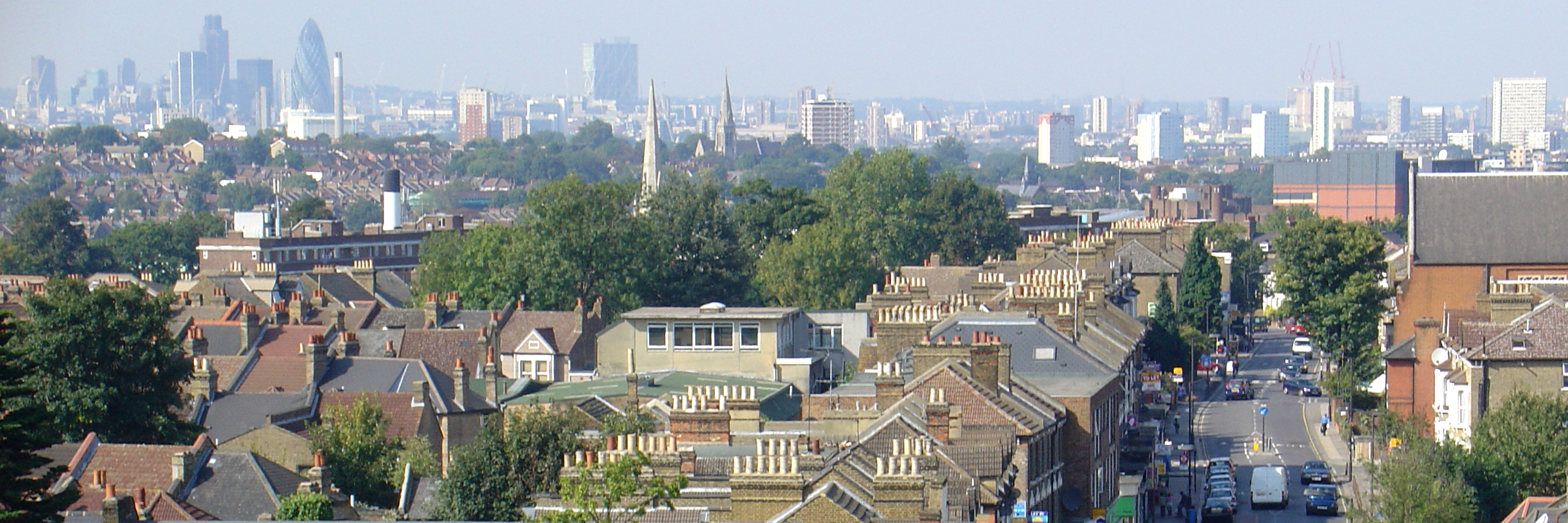
Vue de la City prise d'Hither Green Lane

## Transports

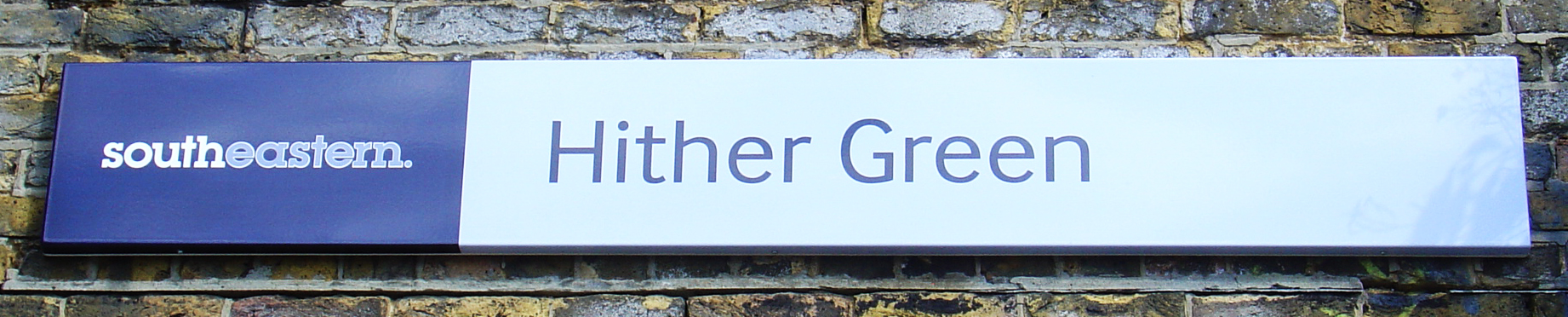
[http://www.livedepartureboards.co.uk/ldb/sumdep.aspx?T=HGR Cliquez ici pour voir les trains au départ

La station Hither Green est traversé par deux lignes menant à Londres avec des trains fréquents vers les stations de Lewisham, St John's, New Cross, London Bridge, Canon Street, Waterloo East et Charing Cross. La sortie principale mène sur la rue Fernbrrok Road à l'est et Springbank Road à l'ouest. Il y a aussi une entrée secondaire sur Springbak Road menant sur le quai numéro 1.
Pendant les heures de pointe il y a jusqu'à 9 trains par heure vers le centre de Londres. Durant le reste de la journée ce nombre redescend à 4 trains par heure. Le dernier train de Charing Cross (centre de Londres) vers Hither Green part quelques minutes avant 1h du matin.
Hither Green est desservie par les lignes de bus 181, 225, 202 et 273.
La route principale A205 passe au sud d'Hither Green

## Hither Green dans la presse
- Hither Green dans Time Out magazine
- Hither Green dans le journal The Guardian

## Quartiers voisins
- Lee Green
- Blackheath
- Catford
- Ladywell
- Lewisham

## Personnalités
- L'acteur Jude Law a grandi à Hither Green[1]
- Gladys Cooper – Actrice
- Miss Read (en) (Dora Jessie Saint) – Auteur